# Pałac w Bogatyńskich
Pałac w Bogatyńskich – zabytkowy pałac w miejscowości Bogatyńskie.
Obiekt wybudowany w 1772 dla Stanisława Rutkowskiego w stylu barokowym jest częścią zespołu pałacowego z  XVIII w., w skład którego wchodzi jeszcze  park. W elewacji ogrodowej, we frontonie, znajduje się herb Pobóg Stanisława Rutkowskiego. 

Herb Pobóg St. Rutkowskiego